# در باد
«در باد» (به فرانسوی: Sous le vent) یک دوخوانی از هنرمندان اهل کانادا «گارو» و «سلین دیون» است که در ۲۹ اکتبر ۲۰۰۱ منتشر شد.
ترانه‌سرای «در باد»، «ژاک ونروسو» است که بعدها ترانهٔ «تو را از خاطرم نخواهم برد» را هم برای «سلین دیون» نوشت.
«در باد» موفقیت چشمگیری در کشورهای فرانسوی‌زبان یافت و ۳ هفته در صدر جدول موسیقی فرانسه و ۱ هفته در صدر جدول موسیقی بلژیک باقی ماند. در جدول موسیقی سوئیس هم این ترانه، رتبه دوم را کسب کرد و در هر سه کشور گواهی‌نامه فروش موسیقی ضبط شده پلاتینی را بدست آورد.

## جداول موسیقی
| جدول (۲۰۰۱–۲۰۰۲)                        | بالاترین رتبه |
| --------------------------------------- | ------------- |
| بلژیک (اولتراتاپ فلاندرز)               | ۸۰            |
| بلژیک (اولتراتاپ ۵۰ والونی)             | ۱             |
| کانادا (نیلسن ساوند‌اسکن)                | ۱۴            |
| ۱۰۰ تک‌آهنگ داغ اروپا (میوزیک اند میدیا) | ۶             |
| فرانسه (اس‌ان‌ئی‌پی)                       | ۱             |
| هلند (۱۰۰ تک‌آهنگ برتر)                  | ۷۸            |
| لهستان (جدول‌های موسیقی لهستان)          | ۶             |
| کبک (بی‌دی‌اس رادیو)                      | ۱             |
| سوئیس (شوایزر هیت‌پاراد)                 | ۲             |

| جدول (۲۰۰۱)                        | رتبه |
| ---------------------------------- | ---- |
| بلژیک (اولترا ۵۰ والونی)           | ۱۹   |
| بلژیک فرانکوفون (اولترا ۵۰ والونی) | ۱۰   |
| فرانسه (SNEP)                      | ۱۰   |
| سوئیس (جدول موسیقی سوئیس)          | ۷۰   |

| جدول (۲۰۰۲)                             | رتبه |
| --------------------------------------- | ---- |
| بلژیک (اولترا ۵۰ والونی)                | ۲۹   |
| بلژیک فرانکوفون (اولترا ۵۰ والونی)      | ۱۷   |
| کانادا (نیلسن ساوند‌اسکن)                | ۱۷۹  |
| ۱۰۰ تک‌آهنگ داغ اروپا (میوزیک اند میدیا) | ۶۴   |
| سوئیس (جدول موسیقی سوئیس)               | ۱۲   |

## گواهینامه و فروش
| منطقه                                                              | گواهی  | واحد گواهی‌شده/فروش |
| ------------------------------------------------------------------ | ------ | ------------------ |
| بلژیک (بی‌ئی‌ای)                                                     | پلاتین | ۵۰٬۰۰۰*            |
| فرانسه (اس‌ان‌ئی‌پی)                                                  | الماس  | ۷۵۰٬۰۰۰*           |
| سوئیس (آی‌اف‌پی‌آی سوئیس)                                             | پلاتین | ۴۰٬۰۰۰^            |
| * رقم فروش تنها بر پایهٔ گواهی‌ها. ^ رقم توزیع تنها بر پایهٔ گواهی‌ها. |        |                    |

## تاریخچهٔ انتشار
| منطقه  | تاریخ         | فرمت | لیبل   | منبع   |
| ------ | ------------- | ---- | ------ | ------ |
| فرانسه | ۲۹ اکتبر ۲۰۰۱ | سی‌دی | کلمبیا | [ ۲۲ ] |